# Servais (Oise)
Der Servais (französisch: Ruisseau de Servais) ist ein kleiner Fluss im Norden vom Frankreich, der im Département Aisne der Region Hauts-de-France westlich der Stadt Laon verläuft.

## Geografie

### Verlauf
Der Servais entspringt unter dem Namen Ménil im Gemeindegebiet von Septvaux, entwässert in einer S-Kurve generell Richtung Nordwest durch die Landschaft Picardie und mündet nach rund 17 Kilometern an der Gemeindegrenze von Condren und Amigny-Rouy als linker Nebenfluss in die Oise.

### Orte am Fluss
(Reihenfolge in Fließrichtung)
- Septvaux
- Fresnes-sous-Coucy
- Barisis-aux-Bois
- Saint-Gobain
- Servais
- Amigny-Rouy
- Condren